# معادلة الدورة
معادلة الدورة هو مصطلح مستخدم في التعليم العالي يصف كيفية ارتباط الدورة التي تقدمها كلية أو جامعة بدورة دراسية تقدمها أخرى. إذا تم النظر إلى الدورة على أنها مساوية أو أصعب في الموضوع والمواد الدراسية من الدورة التي تقدمها الكلية أو الجامعة المستقبلة، فيمكن الإشارة إلى الدورة كدورة معادلة. يمكن أن تكون معادلة الدورة من جانب واحد، مما يعني أنها تعتبر معادلة من قبل المتلقي. أو يمكن أن تكون ثنائية، مما يعني أن كل من المرسل والمتلقي يعترفان بقبولهما للدورة التدريبية لبعضهما البعض على أنها مكافئة. تختلف الأساليب والتدابير المستخدمة لتحديد معادلة الدورة التدريبية حسب المؤسسة والولاية والمنطقة والبلد.